# 野畠村
野畠村（のばたむら）はかつて岐阜県本巣郡に存在した村である。
現在の瑞穂市野白新田（のぱくしんでん）、野田新田などに該当し、長良川の支流の五六川沿いである。
村名は、元になった村の共通の野に、「白」と「田」を合わせて畠として名づけられた合成地名である。

## 歴史
- 江戸時代、この地域は天領であった。
- 1875年（明治8年）1月 - 牛牧村、野白新田、野田新田、内野新田が合併し、牛牧村になる。
- 1879年（明治12年） - 牛牧村から野白新田、野田新田が分離し独立。
- 1889年（明治22年）7月1日 - 野白新田、野田新田が合併し、野畠村になる。
- 1897年（明治30年）4月1日 - 牛牧村、十九条村、祖父江村と合併し、改めて牛牧村が発足。同日野畠村廃止。

## 学校
- 学校はなく、牛牧村の五六小学校（現・瑞穂市立牛牧小学校）へ通学。

## 交通
- 東海道本線があるが、通過のみである。